# Палант
Палас или Палант в древногръцката митология е:
- титан – Син е на титана Крий, брат на Астрея. От брака на Палант с океанидата Стикс се раждат Нике (богинята на победата), Сила, Мощ и Завист.
- Палант (гигант) – гигант.
- Син на Ликаон (Аполодор III, 8, 1)
- Един от четиримата сина на Пандион (Аполодор, III, 15, 5 – 6; Епитом, I, 1). След смъртта на баща им, Палант и неговите братя (Егей, Нис, и Лик) вземат контрола над Атина от Метион, който е отнел трона на Пандион. Те разделят управлението на четири, но Егей става цар.
- Палант – син на Евандър.